# Frank Meisler
Frank Meisler (ur. 30 grudnia 1925 w Gdańsku, zm. 24 marca 2018 w Tel Awiwie) – gdańsko-izraelsko-brytyjski architekt i rzeźbiarz, autor m.in. cyklu pomników upamiętniających Kindertransporty.

## Życiorys
Ojciec – Frank Meisler (Łódź 1896 – KZ Auschwitz 1943?), był polskim Żydem z Łodzi, studiował przez sześć semestrów medycynę na Uniwersytecie Warszawskim. Do Wolnego Miasta Gdańska przybył w 1920 r., aby rozwijać rodzinne przedsiębiorstwo logistyczne. Ze strony matki – Mety (Gdańsk 1902 – KZ Auschwitz 1943?) – pochodził ze zasymilowanej żydowskiej rodziny Bossów, mówiącej na co dzień po niemiecku, mieszkającej od pokoleń w Gdańsku i na Pomorzu. Jego dziadek – Franz Boss – był poważanym gdańskim przedsiębiorcą, w latach 1925–1928 członkiem Rady Reprezentantów z ramienia liberałów we władzach Gdańskiej Gminy Synagogalnej. Kuzynem matki był gdański dziennikarz i niemiecki poeta ekspresjonizmu Erich Ruschkewitz (Bytów 1904 – Ryga 1941?), publikujący w polskich i niemieckich periodykach.
Czternastoletni Frank został uratowany wraz z 14 innymi dziećmi w trzecim (i ostatnim) gdańskim Kindertransporcie 25 sierpnia 1939. Rodziców deportowano do warszawskiego getta, a następnie wywieziono do Auschwitz i zamordowano.
Po usunięciu dzieci żydowskich z zarządzanych przez Senat szkół publicznych w Wolnym Mieście Gdańsku Frank Meisler w latach 1936–1939 uczęszczał do Polskiego Gimnazjum im. Macierzy Szkolnej. W Wielkiej Brytanii ukończył szkołę średnią, a następnie zgłosił się na ochotnika do Polskich Sił Zbrojnych. Brał udział w walkach jako członek służb meteorologicznych. Po wojnie podjął studia architektury na Uniwersytecie w Manchesterze jako stypendysta rządu polskiego na emigracji; ukończył je w 1952 r. W roku 1956 wyemigrował do Izraela, gdzie m.in. w latach 60. brał udział w rewitalizacji Starej Jafy. Mieszkał i pracował w dzielnicy artystów w Starej Jafie w Tel-Awiwie. Tu znajduje się jego warsztat i galeria.
Pochowany został na cmentarzu w kibucu Giwat Brenner.

## Twórczość
Po przybyciu do Izraela Frank Meisler działał najpierw jako architekt przy rozbudowie Tel Awiwu. Od lat 60. XX w. zajął się intensywnie rzeźbą, wpierw obierając za tworzywo drewno, a od lat 70. – metal. M.in. w latach 90. zaprojektował wnętrze synagogi w Mannheim, a także pierwszej synagogi wybudowanej w XXI wieku w Moskwie. Jest autorem pomnika w Jantarnym (obwód królewiecki), upamiętniającego masakrę więźniarek żydowskich w styczniu 1945 na plaży w Palmnicken. Jego rzeźby znajdują się w przestrzeni publicznej m.in. w Jerozolimie, Los Angeles, Miami, Santo Domingo, Londynie, Mannheim, Berlinie, Hamburgu, Moskwie, Soczi, Kijowie i Gdańsku.
W 1996 opublikował autobiografię On the Vistula Facing East, wydał ją Andre Deutsch w Londynie. Polskie tłumaczenie ukazało się w 2014 pod tytułem Zaułkami pamięci. Gdańsk – Londyn – Jaffa w serii Stegnami pomorskiego pogranicza, nakładem Instytutu Kaszubskiego w Gdańsku. Niemieckie tłumaczenie An der Weichsel gegen Osten. Mein Leben zwischen Danzig, London und Jaffa wydano w 2016 roku w serii autobiograficznej Fundacji Pomnik Pomordowanych Żydów Europy.
Książka zawiera autobiograficzną opowieść o okresie życia Franka Meislera do przybycia do Izraela w 1956 roku. Znaczącą jej część zajmują nie tyle refleksje o utraconym świecie gdańskich Żydów, co raczej portrety barwnych postaci oraz obrazy-wspomnienia codzienności Wolnego Miasta Gdańska i Kaszub, których istotny element stanowili także Żydzi. To narracja o gdańsko-pomorskim pograniczu w przededniu II Wojny Światowej i Holocaustu, wraz z jego nieoczywistością wyborów i złożoną kulturową rzeczywistością. To opowieść o WMG i rodzinie autora jako miejscu spotkania Żydów wschodnio- i zachodnioeuropejskich na styku polskiej i niemieckiej kultury, uporządkowanej m.in. wzajemnymi utartymi wyobrażeniami. Historia utkana jest z pietyzmem, poprzeplatana anegdotą i wielowymiarową refleksją, a całość dopełniona licznymi fotografiami z archiwum autora i posłowiem redaktorki.
W 2006 stworzył pomnik upamiętniający akcję Kindertransportów Children of the Kindertransport (Dzieci Kindertransportu), który znajduje się na Hope Square obok Liverpool Street Station w Londynie. Była to stacja końcowa dla Kindertransportów. Realistyczna, grupowa rzeźba przedstawia grupkę żydowskich dzieci z niewielkim podręcznym bagażem oraz szynę kolejową symbolizującą podróż w nieznane. Za dzieło to otrzymał nagrodę „Freedom of the City of London”.
W roku 2007 brał w Gdańsku udział w polsko-niemiecko-izraelskim projekcie Odczytując mowę kamieni – Śladami żydowskimi po Kaszubach / Die Sprache der Steine lesen – Jüdische Spuren in der Kaschubei.
W 2008 w Berlinie przy dworcu Friedrichstrasse odsłonięto drugą z tego cyklu rzeźbę o tytule Züge in das Leben – Züge in den Tod (Pociągi do życia – pociągi do śmierci). Przedstawia ona dwie grupy dzieci na torach, czekające na odjazd w przeciwnych kierunkach: mniejsza grupa została ocalona dzięki Kindertransportom na Zachód, liczniejsza pojechała do hitlerowskich obozów zagłady na Wschód.
Gdański pomnik, zatytułowany Kindertransport – odjazd, odsłonięto w 2009 przed budynkiem dworca PKP Gdańsk Główny. Zgodnie z zamierzeniem autora, dzieci czekające na pociąg w Gdańsku to te same postaci, które wysiadają na dworcu w Londynie. Tematem tej rzeźby jest odjazd, pożegnanie z domem rodzinnym i rozstanie – najczęściej na zawsze – z rodzinami. To w tym miejscu 25 sierpnia 1939 roku żegnali nastoletniego Franka najbliżsi – mama i wujek Erich Ruschkewitz.
W grudniu 2011 odsłonił w Rotterdamie (Hoek van Holland) pomnik Channel crossing to life (Kanał prowadzący do życia). To tutaj ratowane dzieci żydowskie przesiadały się na prom, który przeprawiał je do Wielkiej Brytanii. W maju 2015 – dotychczas ostatni z cyklu pomników Der letzte Abschied (Ostatnie pożegnanie) przed stacją kolejową Dammtor w Hamburgu.
W 1999 Czeska Akademia Sztuki nagrodziła Franka Meislera Złotym Medalem Franza Kafki. W 2002 dostąpił tytułu Honorowego Akademika Rosyjskiej i Ukraińskiej Akademii Sztuki. W styczniu 2012 został nagrodzony niemieckim Orderem Zasługi I Klasy. W 2014 Miasto Gdańsk przyznało Frankowi Meislerowi tytuł Honorowego Ambasadora Miasta Gdańsk w Izraelu.

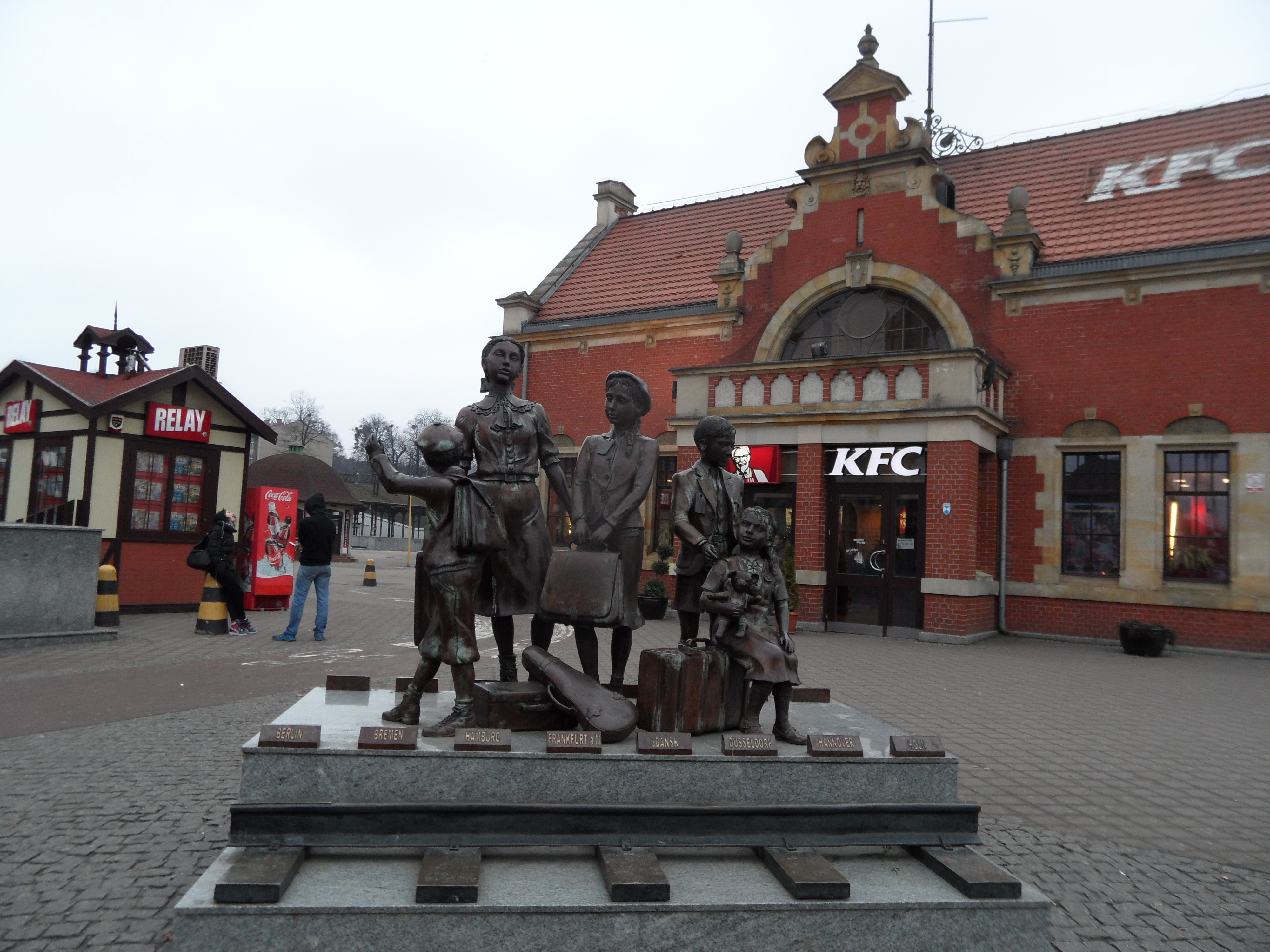
Pomnik Franka Meislera na dworcu w Gdańsku, upamiętniający Kindertransporty
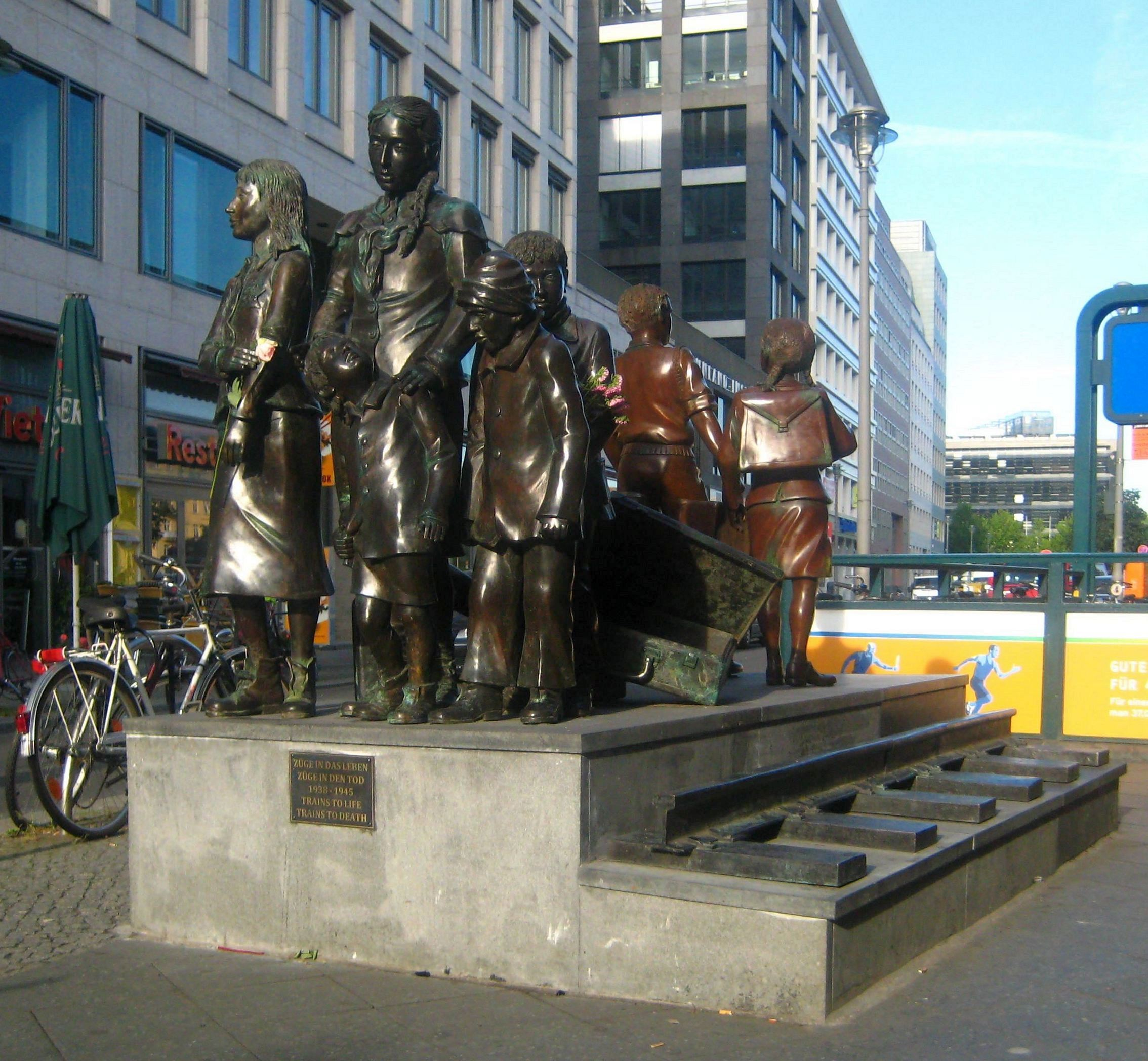
Pomnik Pociągi do życia, pociągi do śmierci 1938-1945, Berlin Mitte, Dorothea-Schlegel-Platz
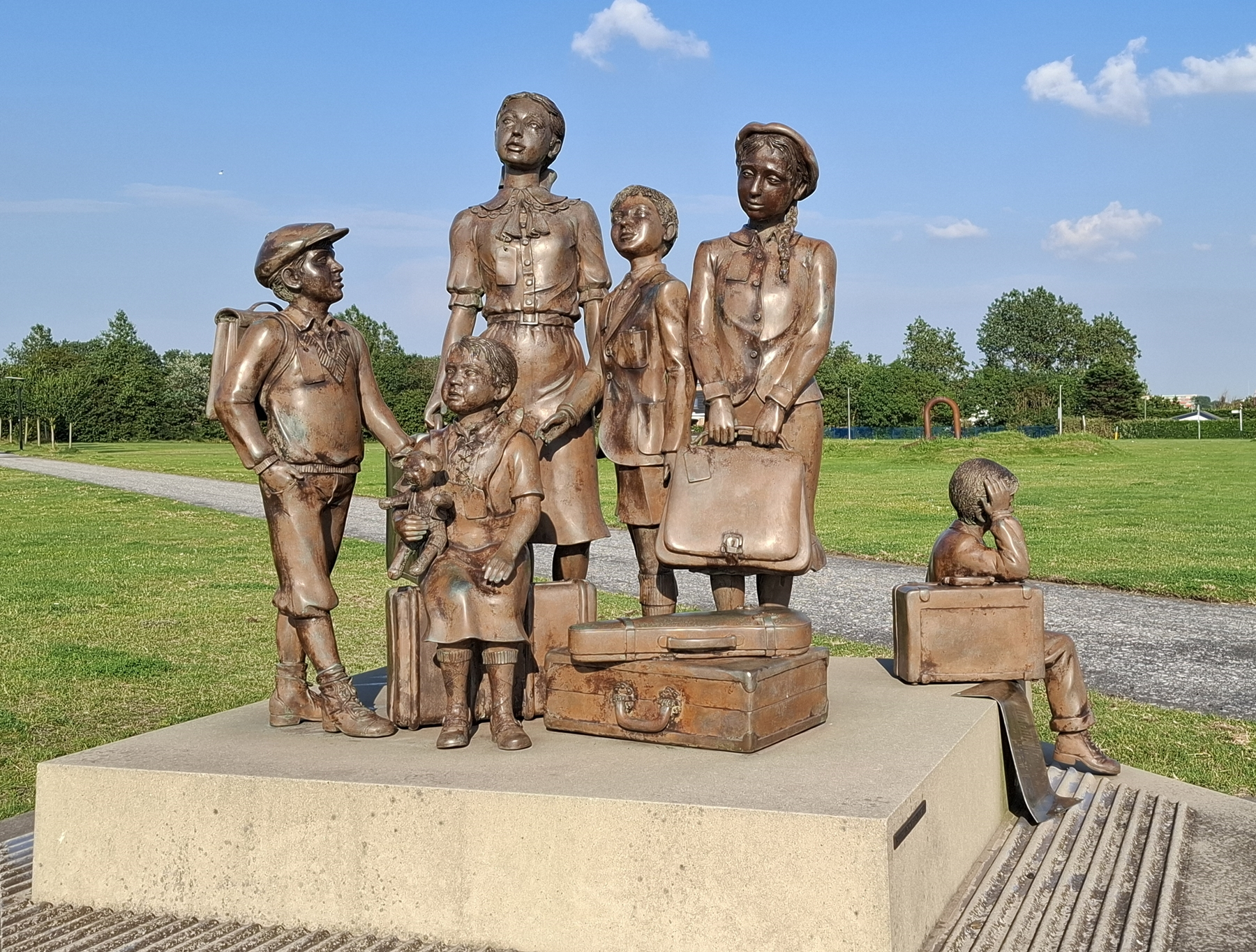
Pomnik Channel crossing to life Hoek van Holland, Holandia
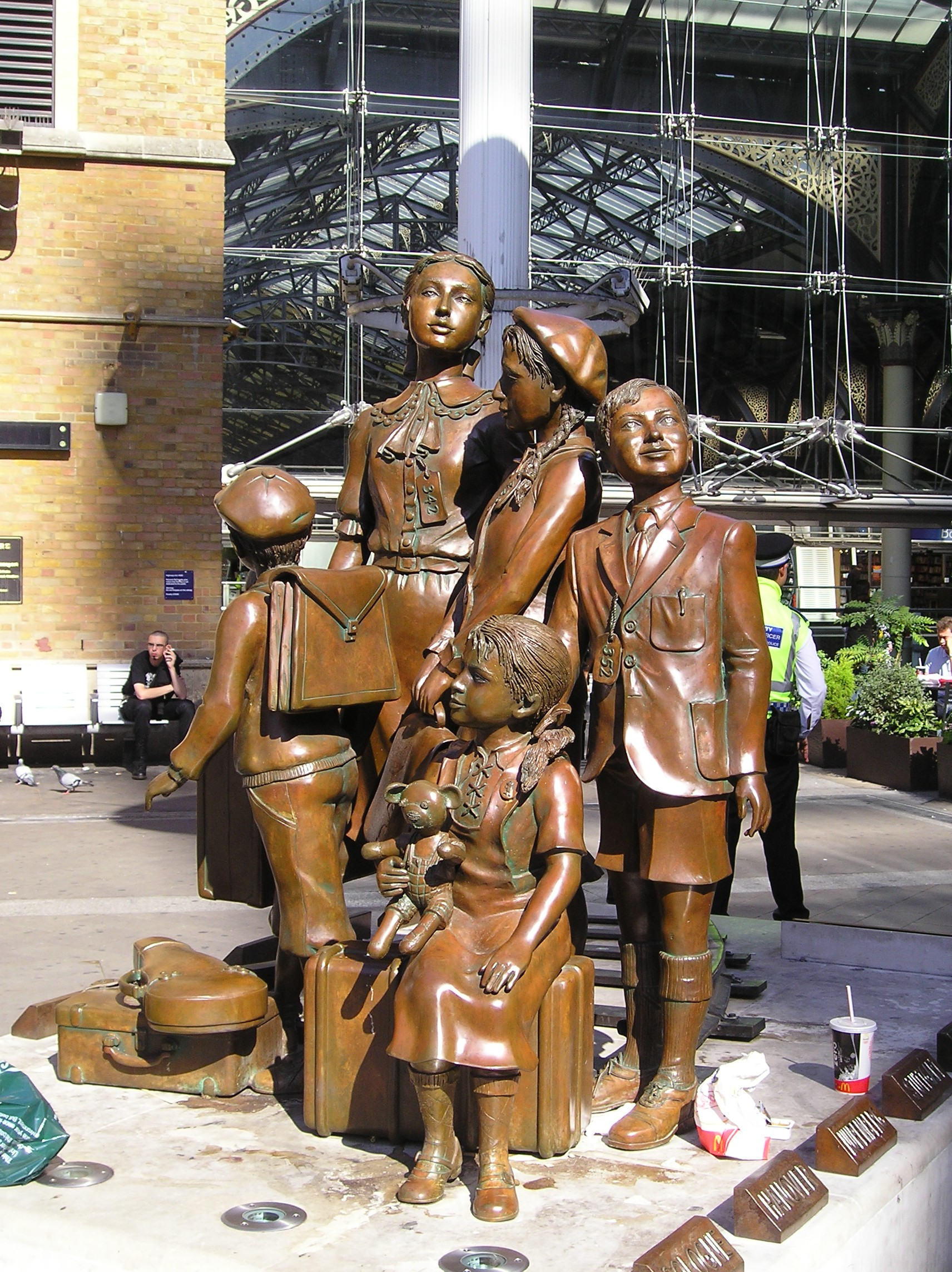
Pomnik Kindertransport przed Liverpool Street Station w Londynie